# Acmaeodera mudgei
Acmaeodera mudgei es una especie de escarabajo del género Acmaeodera, familia Buprestidae. Fue descrita científicamente por Westcott en 2002.
Esta especie se encuentra en América del Sur.